# Franz Fischer (Philosoph)
Franz Fischer (* 20. Mai 1929 in Neunkirchen, Niederösterreich; † 4. November 1970, Norderstedt) war ein österreichischer Philosoph.

## Leben
Fischer studierte von 1951 bis 1955 in Wien bei Erich Heintel Philosophie, bei dem er auch mit einer „Systematischen Untersuchung zum Affinitätsproblem“ promovierte. 1955 ging er als Wissenschaftliche Hilfskraft von Josef Derbolav in der Funktion eines Assistenten an das Erziehungswissenschaftliche Institut der Universität Bonn, wo er zeitgleich mit Wolfgang Klafki an einer Habilitation zu den Bildungskategorien arbeitete, ohne diese Arbeit aber zu Ende zu führen. 1956 Heirat mit Anne Fischer-Buck, Vater Kirchenrat Hermann Buck und Onkel Günther Dehn gehörten zum Kreis um D. Bonhoeffer. 1958 und 1959 Geburt der Kinder Therese und Anton. 1962 verließ er das Institut und zog 1967 mit seiner Familie nach Norderstedt bei Hamburg, um dort seine philosophische Forschung unabhängig von der Universität fortzusetzen. In den sechziger Jahren arbeitete er an einer Philosophie der Proflexion, einer Weiterentwicklung seiner Sinnphilosophie, in der es vor allem um die Übergänge zwischen Meinung bzw. Glaube, Wissen und Handeln geht. Die daraus hervorgegangene Proflexionsphilosophie weist erstaunliche Parallelen zu Emmanuel Levinas auf, ohne dass die beiden Philosophen voneinander Kenntnis hatten. Zu Lebzeiten veröffentlichte Franz Fischer seine Schrift „Proflexion und Reflexion“ (1963).

## Ehrungen
1991 wurde beim Geburtshaus Franz Fischers in Neunkirchen an der Triesterstrasse 58 ein Gedenkstein, der Meilenstein Nr. 1, gesetzt. Dieser wurde vom Bildhauer Johannes Seidl gestaltet.

## Bildungskategorien
Während Wolfgang Klafki seine Theorie der kategorialen Bildung Anfang der sechziger Jahre vor allem auf Erkenntnisprozesse im Schulunterricht bezog und erst in den achtziger Jahren, als er sein Konzept der kritisch-konstruktiven Didaktik entwickelte, auch das moralische Handeln und die dazugehörigen Handlungskompetenzen in seine Theorie kategorialer Bildung mit einbezog, ging es Franz Fischer von Anfang an mit den Bildungskategorien um den Übergang vom bloßen Wissen zum Handeln. Dabei unterschied Franz Fischer zwischen „vertikalen“ und „horizontalen“ Bildungskategorien. Die vertikalen Bildungskategorien sind auf den Handlungsbezug der verschiedenen wissenschaftlichen Disziplinen bezogen. Fischer geht hierbei davon aus, dass die wissenschaftlichen Erkenntnisprozesse nur dann eine bildende Wirkung auf den Menschen haben, wenn sie dazu beitragen, Probleme der alltäglichen Lebenswelt zu bewältigen. Der innere (vertikale) Bezug der unterschiedlichen Wissenschaftsdisziplinen zueinander ergibt sich dann daraus, dass sie zu konkreten Handlungsproblemen (Situationen) Antworten bzw. Lösungen anbieten, die von den jeweils anderen nicht berücksichtigt werden. Keine Disziplin ist also in der Lage, für sich allein bestimmte Probleme in umfassender Weise zu lösen. In jeder Disziplin bleiben Fragen offen, deren Lösung sie anderen Disziplinen überlassen muss. Die Art und Weise, wie die Wissenschaftsdisziplinen unbeantwortete Fragen an andere Wissenschaftsdisziplinen weiterreichen, wird von Franz Fischer als „Bildungskategorie“ bezeichnet.
Die „horizontalen“ Bildungskategorien beschreiben die Art und Weise, wie ein konkretes Individuum eine bestimmte Situation (des Alltags, des Berufs etc.) erlebt und dieses noch weitgehend unreflektierte Erlebnis in bewusstes Wissen verwandelt und wie dies alles schließlich durch Abwägung von Normen und Werten und persönliche Neigungen in Entscheidungen und konkretes Handeln mündet. Grundprinzip sowohl der vertikalen wie der horizontalen Bildungskategorien ist die Dialektik von Sagen und Meinen, wie auch das Wort „Kategorie“ übersetzt „Aussage“ bedeutet. Jedes persönliche Erlebnis (horizontale Bildungskategorie) und jede wissenschaftliche Disziplin (vertikale Bildungskategorie) beinhaltet unreflektierte Meinungen, deren wir uns erst Schritt für Schritt bewusst werden müssen. Dieser Prozess der Bewusstwerdung noch unbewusster Meinungen geschieht, indem wir sie auszusagen versuchen. Man darf aber nicht beim Sagen stehen bleiben. Das Sagen muss ins Handeln münden. Erst im Handeln vollendet sich die Bildungskategorie.

## Proflexion und Reflexion
Das Scharnier zwischen Franz Fischers Sinntheorie der 50er Jahre und seiner Proflexionsphilosophie der 60er ist seine Auffassung der wirklichen konkreten „Situation“, die einerseits wissenschaftlich erforschbar ist, in ihrem Handlungsbezug aber von einem vorausgesetzten „Sinn aus sich selber“ geleitet wird. An der Grenze der wissenschaftlichen Philosophie und ebenso an der Grenze der Erziehungswissenschaften und aller Wissenschaft überhaupt sieht Fischer die unausweichliche Notwendigkeit, eine Bereitschaft im Menschen einzuüben, sich auf diesen „Sinn  aus sich selber“ jenseits der Grenze einzustellen. Nur dann kann nach seiner Erkenntnis uns das einfallen, was zu tun und was zu lassen ist. Diese Einstellung nennt er: „Atension“, übersetzt: ohne Richtung, ohne Absicht. Es geht ihm darum, dass wir lernen, leer zu sein von Vorurteilen und auch vom Vorwissen, vor allem aber von Egozentrizität. Erst hier beginnt wirkliche Bildung. Für das „Einüben“ dieser von „sich“  leeren, „reinen“ Einstellung auf die Situation in ihrer vollen Wirklichkeit entwickelt Fischer eine positive Philosophie von Sprachbildern oder Sinnsprüchen, die zur Meditation einladen. Sie sollen eine philosophische „Handreichung“ sein. Die Handreichung besteht darin, dass extrem gegensätzliches Verhalten ins Wort gebracht wird. Unmittelbar soll dem Lesenden dieser Texte gewiss werden, in welche Richtung seine Entscheidung fallen muss: in ein „proflexives“ Füreinander- oder in ein „reflexives“ auf sich bezogenes Gegeneinandersein. Menschlichkeit oder Entmenschlichung, das ist hier die Entscheidung. Um sich den einmaligen Situationen in der Lebenswirklichkeit anzunähern, beschreiben die Sprachbilder Fischers das gegensätzliche Verhalten in typischen Lebenssituationen  etwa der wechselseitigen Behütung: „Wir geben uns preis und behüten den, der sich preisgibt und uns behütet.“ (Proflexion) im Gegensatz zu: „Wir behüten uns und geben den preis, der sich behütet und uns preisgibt.“ (Reflexion). Das zehnjährige Experiment an der Grenze des Wißbaren bezieht eine Fülle individueller und gesellschaftlicher Situationen ein und ist in seiner Bedeutung noch nicht annähernd aufgearbeitet. 
Franz Fischer starb, bevor er eine abschließende Kombination der Sinntheorie und der Proflexionsphilosophie erarbeiten konnte. Beide sind jedoch schon durch die durchgehende Sinn- und Fragestruktur miteinander verbunden. In erziehungswissenschaftlicher Hinsicht wird das besonders durch den Begriff der „Pädagogischen Situation“ deutlich. Sie wird durch die Fischersche Theorie zum ur-sprünglichen, alles einzelne durchdringenden Bildungselement. Hier treten wissenschaftlich gestützte Planung und lebendige Bereitschaft, das Unvorhersehbare wahrzunehmen, in ein dialektisches Verhältnis. Und die immer drohende Ideologisierung wird durchschaut.